# Talca (stacja kolejowa)
Talca (hiszp: Estación Talca) – stacja kolejowa w Talca, w regionie Maule, w Chile. Jest zarządzana i obsługiwana przez Empresa de los Ferrocarriles del Estado.
Stacja Talca jest częścią Red Sur EFE, pociągi międzymiastowe TerraSur zatrzymują się tutaj.
Od 1915 r. Ramal Constitución wychodzi z tej stacji (z 2 pociągami na dobę w każdym kierunku), do nadmorskiego miasta Constitución.
W pobliżu znajduje się dworzec autobusowy.